# Shay Mitchell
Shannon Ashley Mitchell, meglio conosciuta come Shay Mitchell (Mississauga, 10 aprile 1987), è un'attrice e modella canadese di origini filippine e irlandesi, nota soprattutto per il ruolo di Emily Fields nella serie televisiva Pretty Little Liars.

## Biografia
Nasce a Mississauga, in Canada, da madre filippina, Precious Garcia, e padre irlandese/scozzese, Mark Mitchell ed ha un fratello minore, Sean.
Nel 1997, quando lei aveva 10 anni, la sua famiglia si trasferisce a Vancouver in Columbia Britannica e, un anno dopo, viene scelta da una agenzia internazionale di giovanissime modelle.

## Carriera
Dai 18 anni Mitchell lavora con successo come modella tra Bangkok, Hong Kong e Barcellona, ma decide presto di trasferirsi a Toronto per studiare recitazione. Dopo aver firmato un contratto con un'agenzia teatrale, appare nella serie televisiva Degrassi: The Next Generation e partecipa ad alcuni spot pubblicitari. Partecipa anche, in un ruolo ricorrente, nella serie Disney Aaron Stone e  appare nel video musicale della canzone Hold My Hand di Sean Paul.

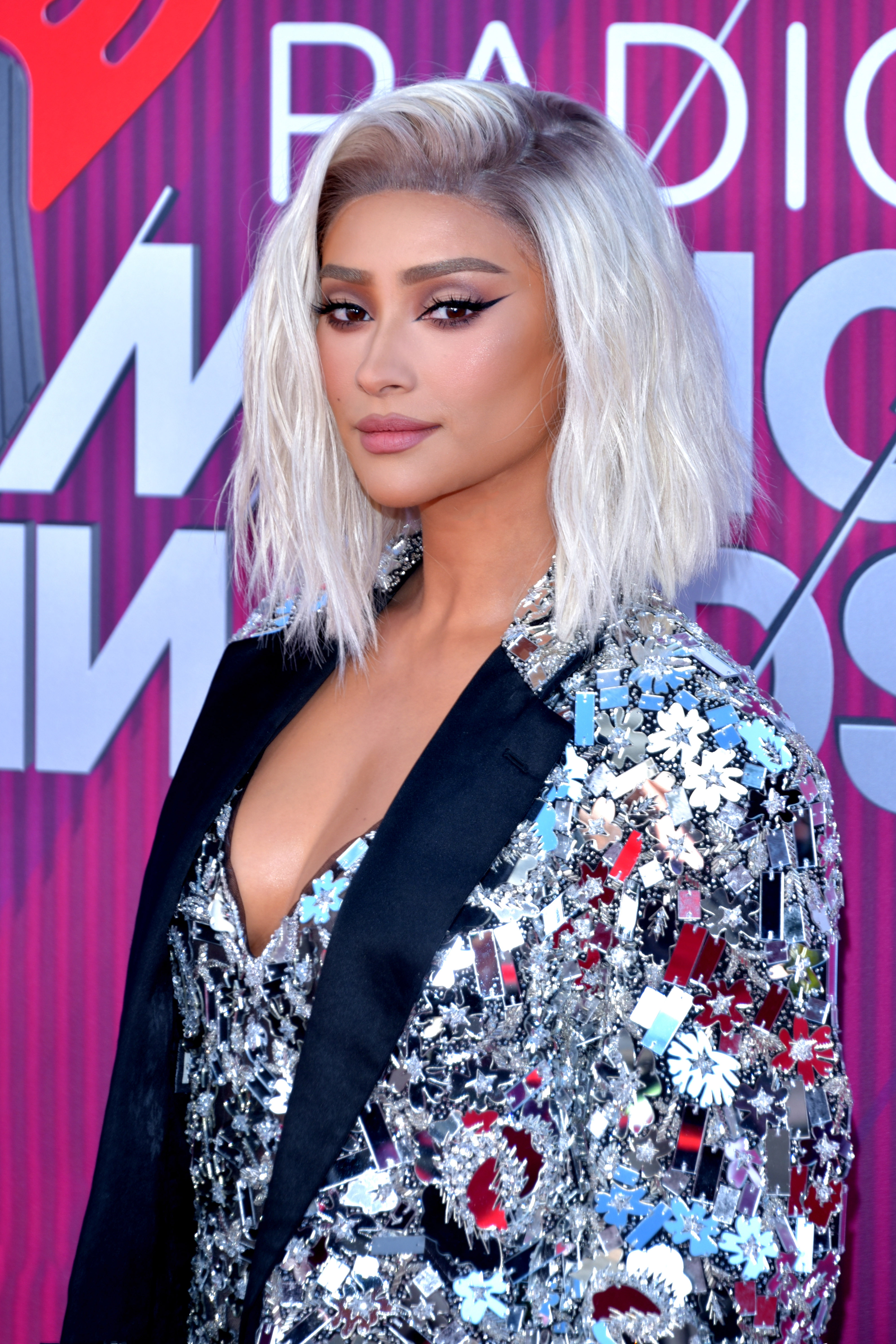
Shay Mitchell nel 2019

Nel novembre del 2009 entra a far parte della serie televisiva Pretty Little Liars nel ruolo di Emily Fields, basato sui libri di Sara Shepard, il quale racconta la storia di quattro adolescenti la cui vita è minacciata costantemente da una persona ''anonima''. La serie ha ottenuto un ottimo successo da parte del pubblico ed è andata in onda per sette stagioni.
Il 6 ottobre 2015 è uscito Bliss, un libro scritto in collaborazione con l'amica Michaela Blaney.
Nel 2016 ottiene un ruolo nel film Mother's Day, diretto da Garry Marshall, accanto a Jennifer Aniston, Julia Roberts e Kate Hudson. Lo stesso anno partecipa come protagonista femminile nel videoclip di Nick Jonas Under You.
L'anno successivo le viene affidato un ruolo di rilievo nella nuova serie televisiva You, che ha inizio nel settembre 2018.
Nel 2018 è protagonista del film L'esorcismo di Hannan Grace.

## Beneficenza ed attivismo
Mitchell ha sostenuto la Somaly Mam Foundation, un'organizzazione senza fini di lucro che ha combattuto il traffico sessuale fino a quando la fondazione, non ha chiuso i battenti nel 2014. Ella ha anche lavorato con The Trevor Project insieme al cast di Pretty Little Liars e alla Campagna NOH8. Shay collabora anche con la WE Charity, che aiuta le comunità a sviluppare risorse educative, e ha collaborato con Represent Clothing per promuovere delle magliette la cui metà del ricavato è andata all'associazione GLAAD.

## Vita privata
Il 1º gennaio 2019, Mitchell ha rivelato sul suo profilo Instagram di aver subito un aborto durante l'anno precedente. Il 28 giugno 2019, ha poi rivelato sul suo account Instagram e sul suo canale YouTube di aspettare il suo primo figlio, una bambina, con il compagno Matte Babel. Il 20 ottobre 2019, ha annunciato la nascita di sua figlia Atlas Noa sui social media, con un'immagine di lei che tiene la mano della bambina, nata il 9 ottobre. Il 7 febbraio 2022 annuncia di essere incinta del suo secondogenito. Il 5 giugno 2022 comunica tramite social di aver avuto una seconda figlia.

## Filmografia

### Attrice

#### Cinema
- Dreamland, regia di Robert Schwartzman (2016)
- Mother's Day, regia di Garry Marshall (2016)
- L'esorcismo di Hannah Grace (The Possession of Hannah Grace), regia di Diederik Van Rooijen (2018)
- Un regalo da Tiffany (Something from Tiffany's), regia di Daryl Wein (2022)

#### Televisione
- Degrassi: The Next Generation – serie TV, episodio 8x17 (2009)
- Rookie Blue – serie TV, episodio 1x02 (2010)
- Aaron Stone – serie TV, 4 episodi (2010)
- Pretty Little Liars – serie TV, 160 episodi (2010-2017) – Emily Fields
- You – serie TV, 6 episodi (2018)
- Dollface – serie TV, 20 episodi (2019-2022)
- Miracle Workers – serie TV, episodio 3x02 (2021)

#### Video musicali
- Hold My Hand di Sean Paul (2009)
- Under You di Nick Jonas (2016)
- Help Me Help You di Logan Paul feat. Why Don't We (2017)
- In My Feelings di Drake (2018)

### Doppiatrice
- Trese – serie animata (2021)
- Velma – serie animata (2023)

### Produttrice
- The Cleaning Lady – serie TV (2022-in corso)

## Opere
- Bliss, con Michaela Blaney, St Martin's Press, 2015. ISBN 9781250111128

## Premi e riconoscimenti
- 2011 - Young Hollywood Awards

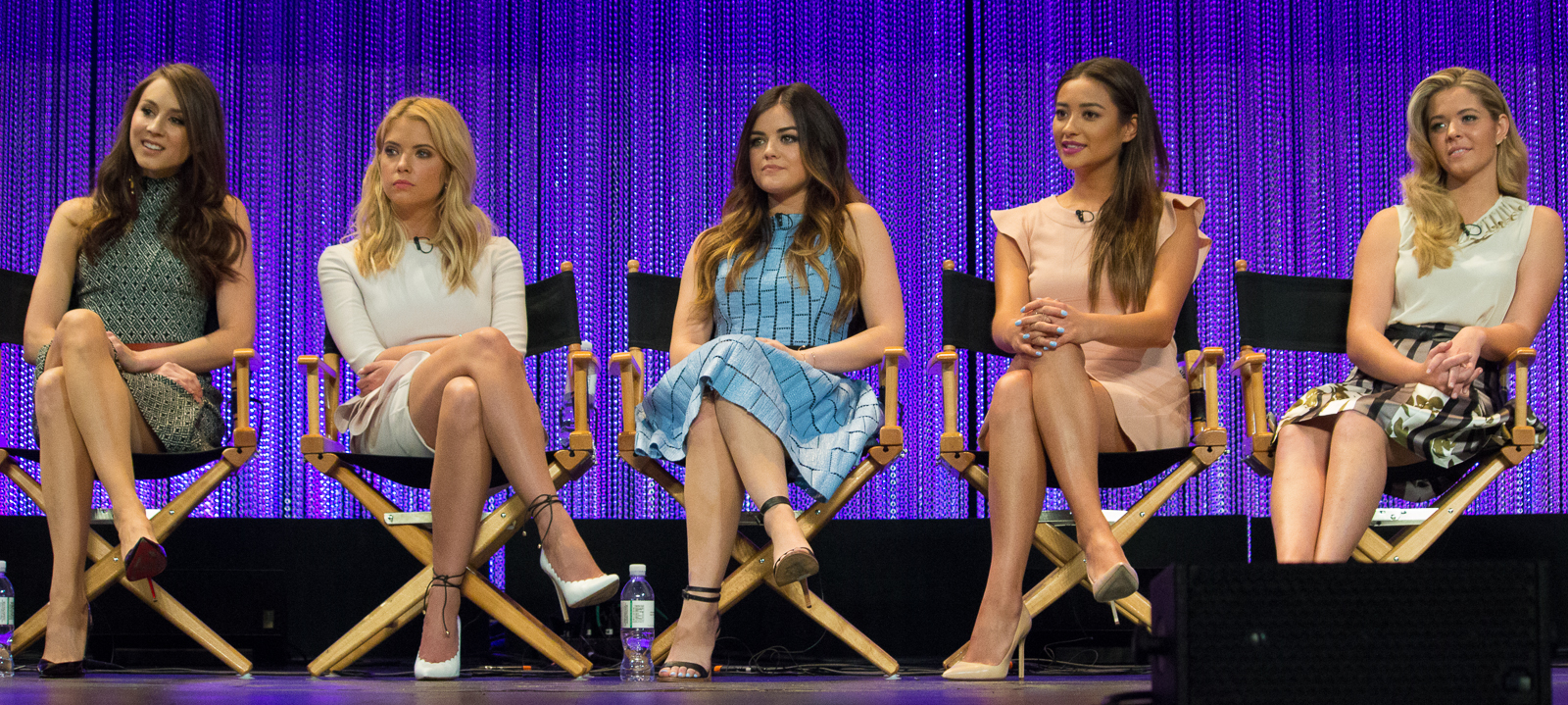
Il cast principale di Pretty Little Liars

  - Cast da guardare per Pretty Little Liars condiviso con Lucy Hale, Troian Bellisario e Ashley Benson
- 2011 - Youth Rock Awards
  - Candidatura come miglior attrice televisiva per Pretty Little Liars
- 2014 - Teen Choice Awards
  - Candidatura come miglior attrice televisiva dell'estate per Pretty Little Liars
- 2015 - MTV Fandom Award
  - Candidatura come Coppia dell'anno per Pretty Little Liars condiviso con Sasha Pieterse
- 2015 - Teen Choice Awards[15]
  - Candidatura come miglior attrice televisiva drammatica per Pretty Little Liars
- 2016 - People's Choice Awards[16]
  - Candidatura come miglior attrice televisiva via cavo per Pretty Little Liars
- 2016 - Teen Choice Awards[17]
  - Candidatura come miglior attrice televisiva dell'estate per Pretty Little Liars
- 2017 - Teen Choice Awards
  - Candidatura come miglior attrice televisiva drammatica per Pretty Little Liars[18]
  - Candidatura come miglior coppia televisiva per Pretty Little Liars[19] condiviso con Sasha Pieterse

## Doppiatrici italiane
Nelle versioni in italiano dei suoi lavori, Shay MItchell è stata doppiata da:
- Chiara Gioncardi in Pretty Little Liars, L'esorcismo di Hannah Grace
- Federica De Bortoli in Mother's Day
- Roberta Maraini in Dollface
- Stella Musy in You